# Zaburzenia barwnikowe skóry

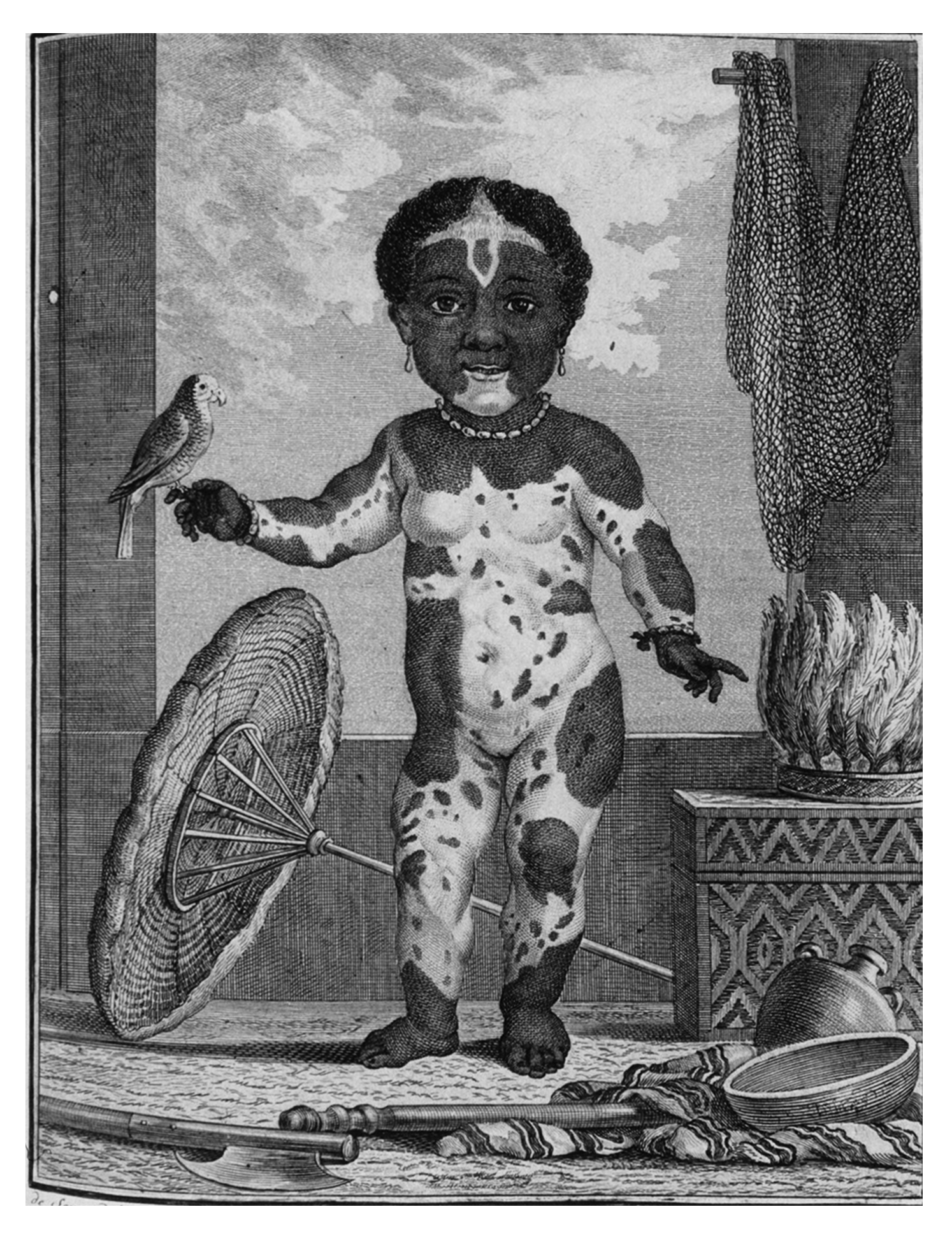
Ilustracja przedstawiająca dziecko cierpiące na zaburzenie hipopigmentowe - bielactwo.

Zaburzenia barwnikowe skóry – zaburzenia polegające na zmianach w zabarwieniu naskórka, który utrzymuje swą barwę dzięki melaninie.

## Rodzaje zaburzeń
Zaburzenia barwnikowe skóry mogą mieć charakter wrodzony lub nabyty. Mogą być wynikiem zmiany liczby melanocytów, bądź też zaburzeń transportu melanosomów, a także zaburzeń syntezy melaniny.
Wyróżniamy:
- Zaburzenia hipopigmentowe powstające wskutek niedoboru lub braku melaniny (np. albinizm)[3][4]. Jedną z przyczyn nabytych zaburzeń hipopigmentowych może być uszkodzenie melanocytów[3][5] objawiające się pojawieniem się plam depigmentacyjnych (bielactwo nabyte)[6].

- Zaburzenia hiperpigmentowe (dyschromie) wynikają z nadmiaru melaniny[7]. Hiperpigmentacja miejscowa w postaci wykwitów pierwotnych (najczęściej plam)[7] może wynikać z urazów mechanicznych, narażenia na czynniki chemiczne, działanie hormonów, leków, niedoborów witamin lub zaburzeń metabolizmu[2].

## Badania diagnostyczne
- obejrzenie zmienionej chorobowo skóry
- mikroskopowe badanie fragmentu skóry
- badanie krwi
- przeprowadzenie testów hormonalnych

## Leczenie
Leczenie zaburzeń barwnikowych skóry jest zależne od choroby podstawowej. Do najczęstszych metod leczenia zalicza się:
- repigmentację – przywrócenie prawidłowego pigmentu
- depigmentację – zniszczenie pozostałego pigmentu

Podczas leczenia największe znaczenie ma unikanie opalania i stosowanie kremów z filtrami.